# Догужиев, Виталий Хуссейнович
Виталий Хуссейнович Догужиев (25 декабря 1935, Рыково, Донецкая область, УССР — 3 октября 2016, Москва) — советский государственный деятель, организатор военно-промышленного комплекса, министр общего машиностроения СССР (1988—1989), первый заместитель Премьер-министра СССР (1991). С 19 по 28 августа 1991 года — и. о. премьер-министра СССР.
Герой Социалистического Труда (1984). Лауреат Государственной премии СССР.

## Биография
Отец — Догужиев Хуссейн Пшекуевич (1910—1993), потомок старинного адыгского рода. Мать — Догужиева Надежда Ивановна (1915—1999), из потомственной шахтёрской семьи.
В 1958 г. окончил Днепропетровский государственный университет по специальности «Механика» (1958).
С 1958 г. — инженер-технолог завода № 66 Челябинского совнархоза, г. Златоуст.
С 1959 г. — инженер, начальник группы, старший инженер Специального Конструкторского бюро № 385, г. Златоуст.
С 1965 г. — начальник цеха завода № 385 Министерства общего машиностроения СССР г. Златоуст.
С 1967 по 1976 год — директор Усть-Катавского вагоностроительного завода. Под его руководством на заводе была расширена номенклатура спецтехники, введён в строй трамвайный корпус, реконструирована плотина и ряд цехов.
В 1974 году окончил Институт управления народным хозяйством при Совете Министров СССР.
В 1976—1983 годы — директор Златоустовского машиностроительного завода. Внёс большой личный вклад в техническое перевооружение завода для производства баллистических ракет подводных лодок нового поколения; наращиванию мощностей за счёт ввода новых корпусов, в том числе корпуса товаров народного потребления, позволившего увеличить выпуск бытовых электроплит более 500 тыс. штук различных модификаций в год.
С июня 1983 года — заместитель министра, а с 1987 года — первый заместитель министра, с марта 1988 по июнь 1989 года — министр общего машиностроения СССР.
C июля 1989 года — заместитель председателя Совета Министров СССР, одновременно председатель Государственной комиссии по чрезвычайным ситуациям.
С 15 января по 28 августа 1991 года — первый заместитель премьер-министра СССР, затем до 26 ноября 1991 года — и. о. первого заместителя премьер-министра СССР. Во время событий 19-22 августа 1991 года, в связи с болезнью Валентина Павлова на Догужиева было временно возложено «общее руководство работой Кабинета Министров СССР», что в ряде источников оценивается как временное исполнение обязанностей премьера. 23 августа Павлов был арестован по делу ГКЧП. 28 августа Верховный Совет СССР утвердил указ президента Горбачёва об отставке Павлова, что влекло за собой отставку союзного правительства согласно закону «О Кабинете Министров СССР». Функции правительства были возложены на не предусмотренный Конституцией СССР Комитет по оперативному управлению народным хозяйством. Однако, согласно части 3 статьи 13 закона СССР «О Кабинете Министров СССР» члены Кабинета (включая и Догужиева) продолжили работать в ранге и. о. вплоть до 26 ноября 1991 года, когда все они были уволены специальным указом Президента СССР.
С 1992 по 1996 год — президент «Военно-промышленной инвестиционной компании». С 1994 года — председатель попечительского совета негосударственного пенсионного фонда «Первый национальный пенсионный фонд».
С 1997 года до конца жизни возглавлял Совет ветеранов и старейшин Российской академии космонавтики имени К. Э. Циолковского, являлся членом президиума академии, возглавлял Благотворительный фонд ветеранов Российской академии космонавтики.
Похоронен на Троекуровском кладбище рядом с супругой на участке 6а.

## Семья
Супруга — Валентина Николаевна (1938—2006). Дети: Александр (род. 1964) и Наталья (род. 1971).

## Награды и звания
- орден Трудового Красного Знамени[5] (1971 и 1974);
- Лауреат Государственной премии СССР (1977)[4][5];
- орден Октябрьской Революции (1978);
- Герой Социалистического Труда[5] (1984);
- орден Ленина[5] (1984);
- Премия Правительства Российской Федерации имени Ю. А. Гагарина в области космической деятельности (2011) — за развитие ракетно-космической промышленности, организацию космической деятельности и использования её результатов в интересах науки, обеспечения социально-экономического развития и обороноспособности страны
- Почётный гражданин Златоустовского городского округа (2012)[20].